# Céramique d'Afrique subsaharienne
La céramique d’Afrique subsaharienne est étroitement associée à la vie quotidienne des populations .
Les plus anciennes traces de céramique en Afrique subsaharienne semblent dater de plus de 9000 av. J.-C., voire plus encore, quelques tessons fragmentaires, datés de 12000 av. J.-C. ayant été découverts en Afrique de l'Ouest (Mali). 
Elle se manifeste plus au Sud notamment avec la culture Nok dans le Nord du Nigeria au début du Ier millénaire av. J.-C.
Ses formes et ses fonctions variées vont de la vaisselle courante aux jarres funéraires ou aux récipients en poterie destinés à conserver l’eau, l’huile ou les céréales. On la trouve également sous forme de sculptures, de figurines ou de statuettes votives ou rituelles, rythmant les passages de l’existence : la naissance, l’initiation, le mariage et la mort. On a retrouvé à Jos des pièces appartenant à la civilisation Nok (Nigeria, datant du Ier millénaire av. J.-C.) Les figurines d’argile sont aussi présentes très tôt au Mali (Mopti), au Nigeria (Ife) ou au Tchad (pays de Sao). On la retrouve enfin dans une vaste gamme d’objets, des longues pipes dotées de fourneaux en terre cuite — qui relèvent de l’art de cour et assument la fonction d’objets d’apparat —, aux poids de filets de pêcheurs.

## Matériaux et techniques

### Matière première

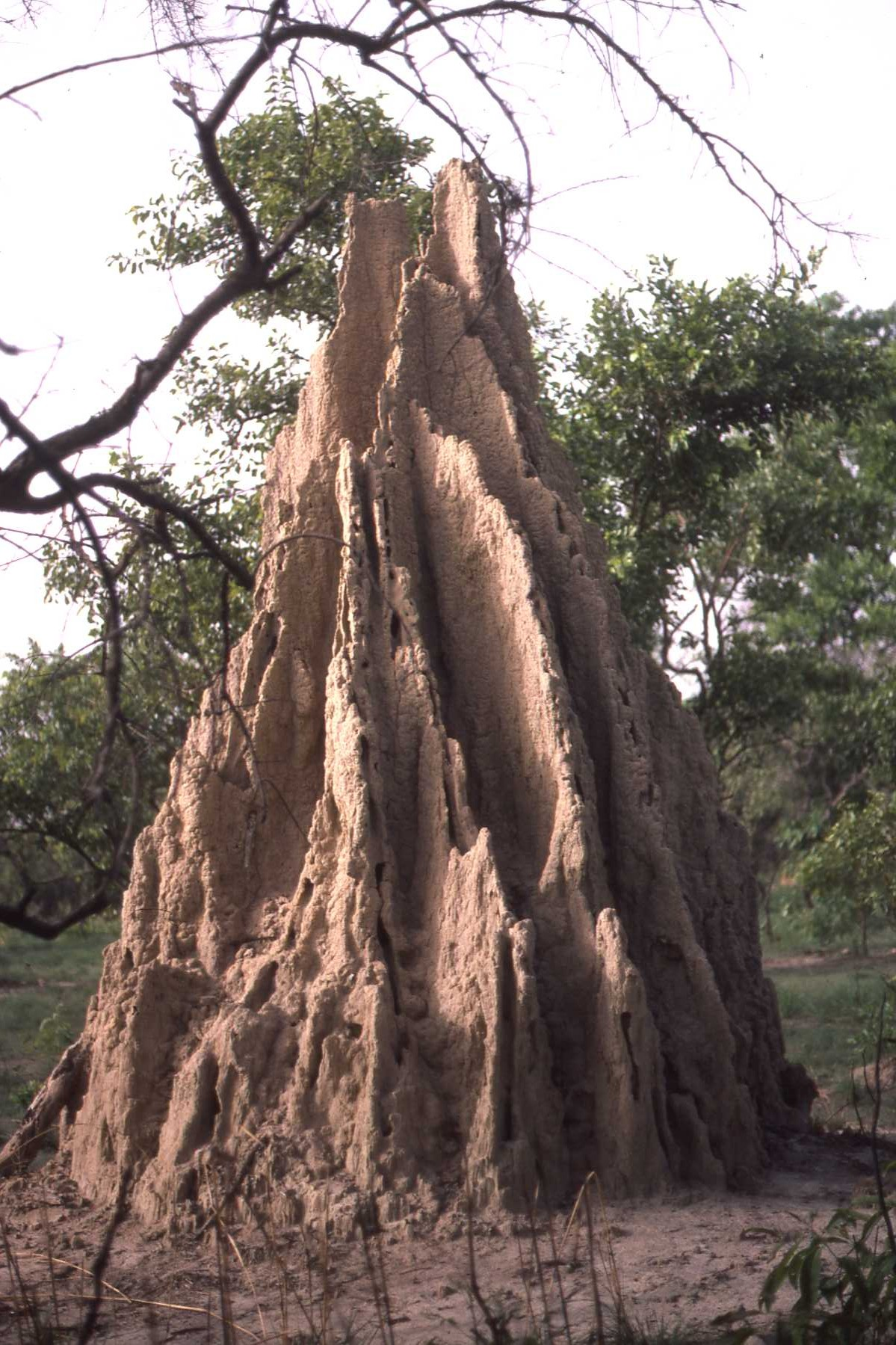
Termitière du nord de la Côte d’Ivoire, dans le département de Boundiali - Korhogo (région des Savanes)

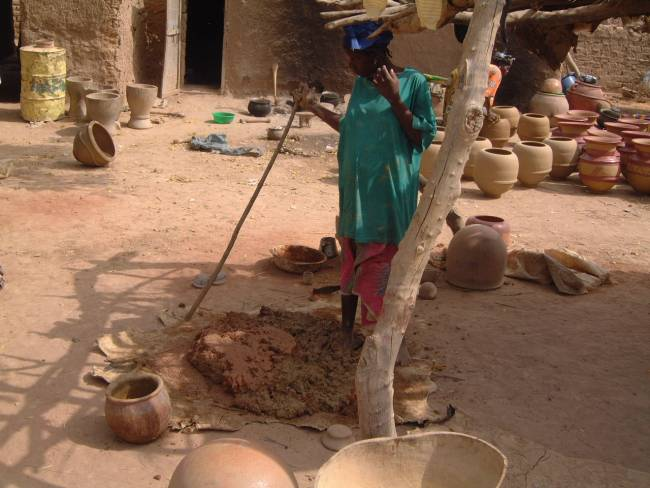
Foulage de la terre, Mali.

La première source de matériau provient des mares, vasières et cours d’eau. Cette pâte de base, assez hétérogène, ne permet de produire que des pièces à parois épaisses. Cette argile naturelle est corrigée par incorporation de matériaux d’origine minérale ou végétale (opération de dégraissage). Pour améliorer sa plasticité, abaisser sa température de cuisson et sa résistance à la cuisson sur feu ouvert, elle va être mélangée à de la cendre, de la paille hachée ou de la céramique broyée (chamotte). Le mélange obtenu est foulé aux pieds jusqu’à obtenir la qualité souhaitée.
Une autre source de matériau argileux provient des carrières mais il est fréquent que soient exploitées les termitières désaffectées. Dans ce cas le matériau le plus recherché se situe au cœur de la termitière. L’argile traitée par les termites est à la fois particulièrement fine mais aussi naturellement enrichie d’additifs qui assurent un très faible retrait et une cuisson homogène aux pièces céramiques. Cette argile, puisée à grande profondeur, broyée et malaxée par les termites, peut être combinée avec d’autres argiles ou de la chamotte, anciens fragments de poteries cuits et broyés.
L’utilisation des termitières comme source de matériau céramique se retrouve en République Centrafricaine (Babinga), Côte d’Ivoire (Baoulé et Bété), Zaïre (Bangala, Uélé), Tanzanie, Sénégal (Bassari), Angola (Va-nyaneka).
Les matériaux sont extraits et transportés à dos d’homme. Les gisements sont rarement distants de plus de deux kilomètres du lieu de confection.

### Modelage
Quatre techniques de production de poteries se rencontrent couramment:
- Le façonnage ou estampage sur un support convexe. Ce peut être une grosse pierre ou bien l'extérieur d'un pot existant. Celui-ci sert de matrice que la potière recouvre de glaise. Une fois la terre battue et lissée, le pot est retiré et le modelage est poursuivi aux colombins.

- La technique la plus fréquemment utilisée est celle de la poterie en colombins. Sur une boule de glaise aplatie sont montés des boudins de terre qui forment peu à peu l’enveloppe de la poterie. Ce type de montage de la terre s’apparente à l’art archaïque de la vannerie.

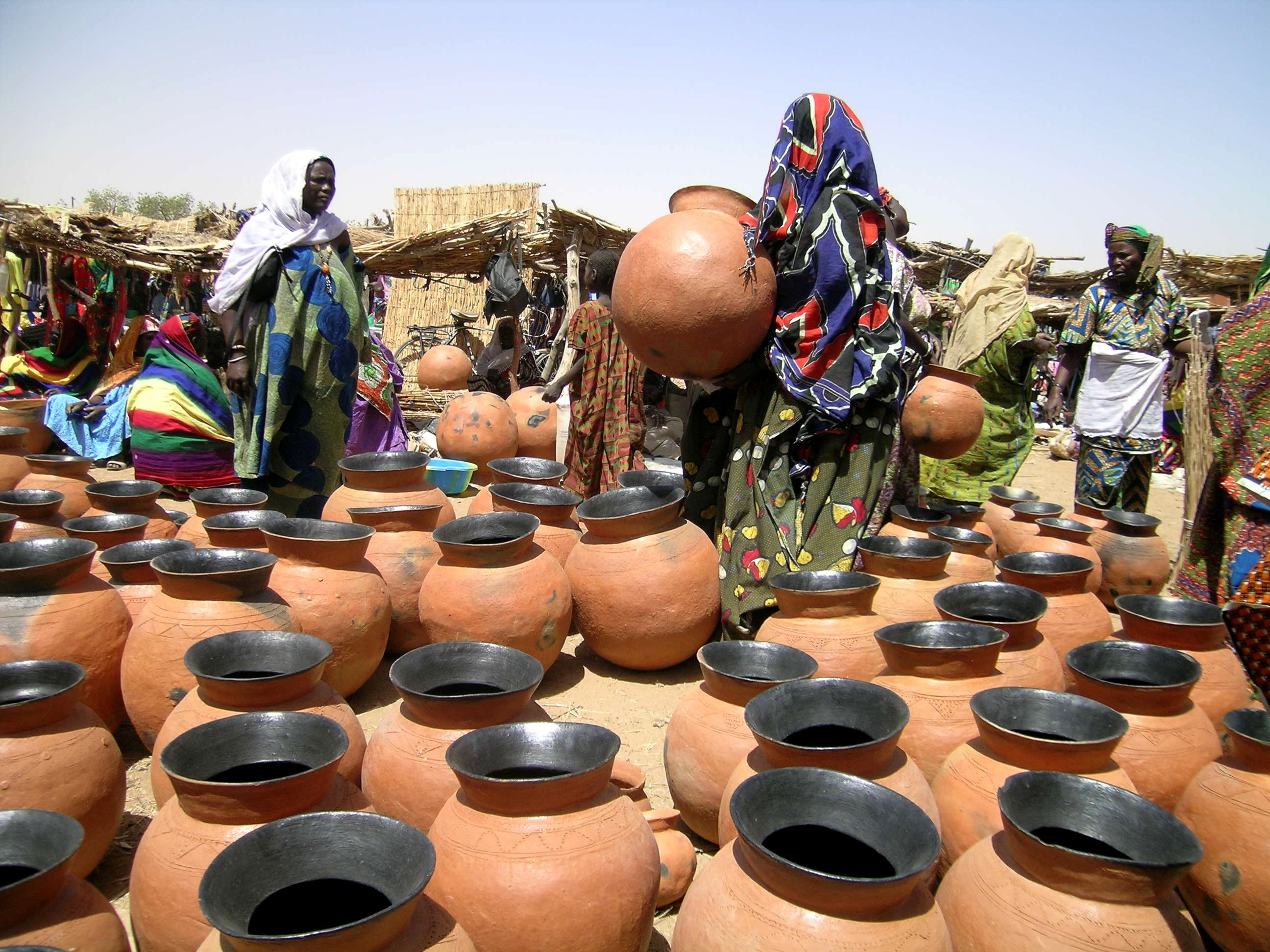
Poteries des femmes Songhay, Gorom-Gorom Burkina Faso

La poterie est lissée et affinée à l’aide d’un galet tenu à l’intérieur et d’une spatule de bois. La dextérité de la potière lui permet de s’affranchir du tour pour produire une pièce de révolution quasi parfaite. Le martelage répété de la forme de terre, que l’on peut rapprocher du travail du métal, rend la poterie plus fine et plus résistante. Plusieurs types de battoirs sont utilisés, parfois gravés de motifs qui s’imprimeront dans la terre.
Le montage de pièces importantes exige des temps de séchage intermédiaires afin que la forme supporte sans s’affaisser les couches supérieures. Le degré de séchage est estimé par la potière en fonction de son expérience.
- Le modelage dans une forme concave, poterie ou panier en vannerie qui laisse fréquemment sur les jarres l’empreinte de sa texture tressée, est aussi utilisé pour extraire la forme de la boule de glaise. La boule est enfoncée, par le poing ou à l'aide d'un pilon, puis sa paroi est relevée par la pression des pouces.

- L'étirage à partir d'une masse pleine. Par pression, la forme est progressivement construite et affinée.

L’usage du tour de potier, introduit en Afrique du Nord par les Phéniciens dès le VIIIe siècle av. J.-C., est rare et plutôt utilisé par les hommes. La quasi-absence de tours est révélatrice de la barrière physique créée par les zones désertiques du Sahara dans les échanges techniques et commerciaux.
Lorsqu’ils existent, les tours sont de simples plaques de pierre ou fragment de poterie entrainés par les pieds du potier ou par les soins d’un assistant. Leur rôle est moins le montage d’une forme en argile fluide que la rotation lente d’une pièce en cours de modelage sous le battoir.

### Cuisson

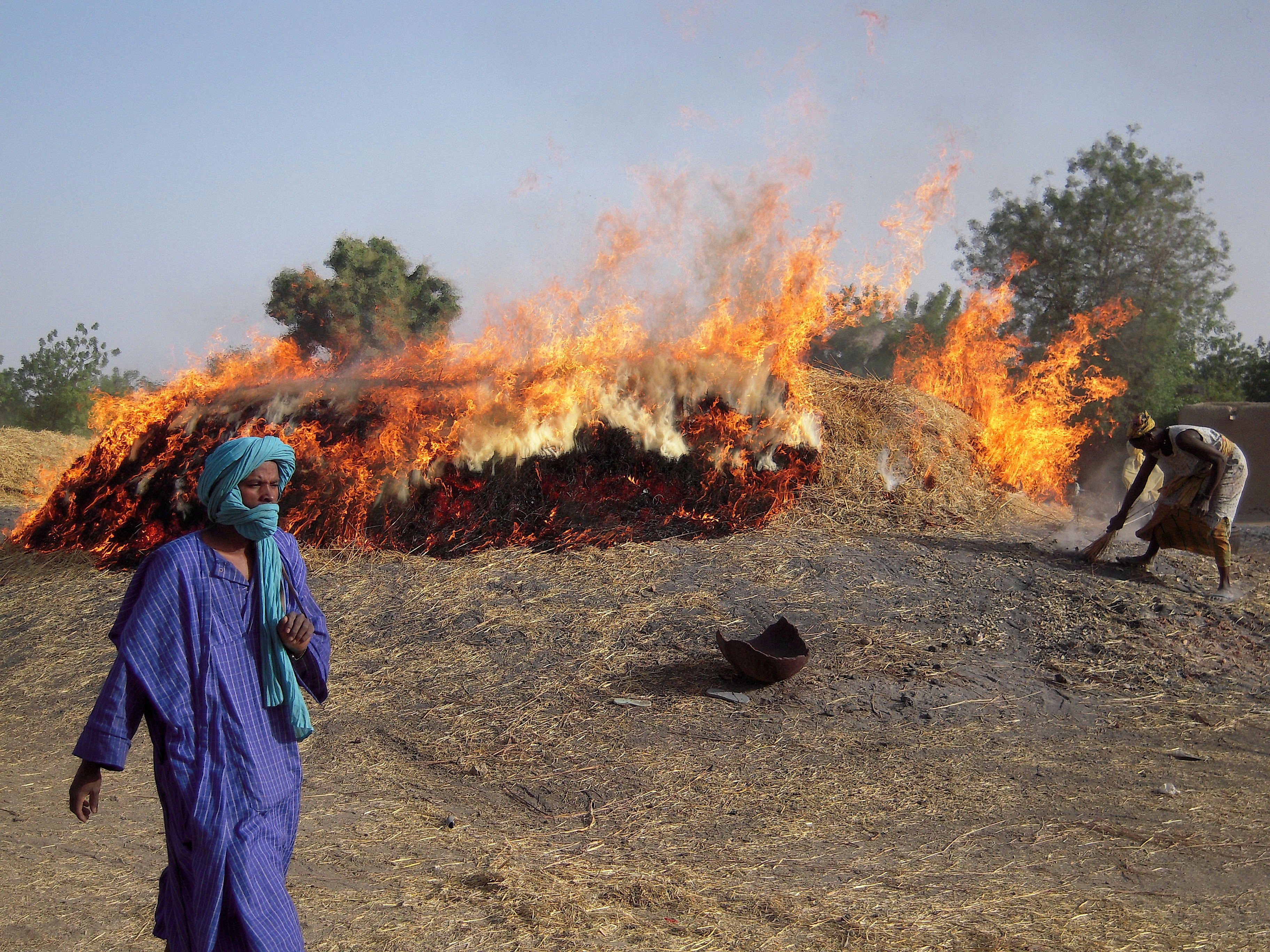
Cuisson collective des poteries à Kalabougou, centre potier du Mali

Principale caractéristique des poteries africaines, la cuisson à basse température surprend les chercheurs occidentaux qui ont longtemps considéré qu’elle constituait un retard technologique par rapport aux poteries vitrifiées, à la sonorité plus cristalline. L’analyse plus précise de ces productions a fait cependant ressortir les deux qualités majeures de ce mode de cuisson : une porosité conservée qui assure une évaporation des liquides en surface, refroidissant le contenu et une excellente résistance aux chocs thermiques qui autorise l’utilisation de ces poteries comme ustensiles de cuisson.
Les poteries sont usuellement cuites « en meule » sur feu ouvert, hors four. La potière forme une meule avec les pièces à cuire, de la paille, des bûches et des branchages. Les pots fabriqués sont apportés sur le site de cuisson par les femmes et les jeunes filles. À chacun des multiples voyages, les femmes transportent deux pots sur leur tête et un dans leurs bras. La meule, une fois formée, est mise à feu sur tout son pourtour à l’aide d’un brûlot.

La meule de cuisson est un assemblage précis de matériaux. La superposition soignée des couches, branchages, paille, bois, est garante tant de la qualité de la cuisson que de l'économie du combustible. On observe fréquemment une amorce de couverture de la meule à l'aide de fragments de poteries qui renvoient la chaleur du foyer en faisant office de voûte.
La cuisson finale est relativement courte, de trente minutes à une heure, avec une température de 600-−650 °C. Elle est cependant précédée d’un temps de séchage au soleil, jusqu'à 3 semaines, et souvent d’une précuisson à proximité du foyer.
La composition hétérogène de la pâte céramique permet une meilleure résistance à l'élévation brutale et difficilement contrôlable de la température du feu ouvert. Les impuretés et matières organiques volontairement incorporées à la terre agissent comme des pores qui laissent s'échapper la vapeur résiduelle sans provoquer l'éclatement des pièces.

### Finition

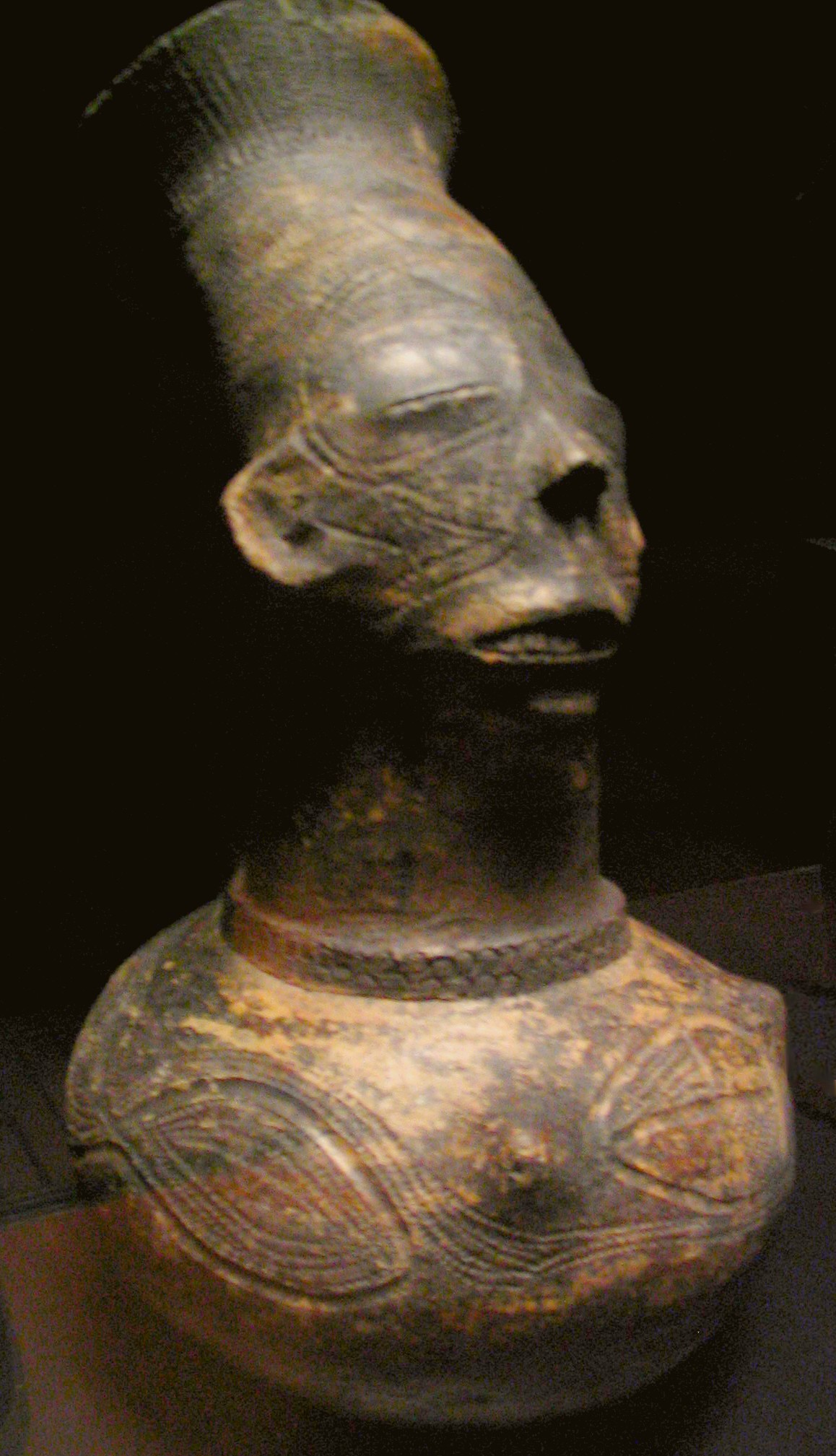
Céramique anthropomorphe Mangbetu, Congo - musée du quai Branly

Les surfaces des pièces sont rarement glaçurées mais peuvent recevoir un engobe à base d'hématite avant cuisson. L'usage des poteries, cuisson et conservation, s'accorde mieux aux pièces brutes qui conservent leur porosité naturelle.
Les céramiques extraites du foyer peuvent être « étouffées » sur un lit de végétaux (feuillage de kundié séché) ou de matières organiques (crottin). La cuisson réductrice qui découle de cette technique fait passer la poterie du beige clair à une teinte sombre. Les pièces brûlantes peuvent également être plongées dans une mixture à base de fruits écrasés de susun (ou kaki de brousse), et d’écorce de ngonde afin d’obtenir un rouge brillant.
On trouve également des pièces à décor géométrique peint après cuisson, soit en utilisant des pigments végétaux, soit même parfois des peintures du commerce.
Les pièces terminées et décorées peuvent encore être soigneusement polies à l’aide d’un galet pour accentuer la profondeur de leur brillant.

## Répartition socio-culturelle
La poterie et le travail de la terre sont traditionnellement assurés par les femmes, plus particulièrement pour la poterie domestique et utilitaire. Le champ d’intervention des potiers masculins se concentre sur les pièces à caractère rituel ou funéraire comme dans les tours funéraires des Bakongos Ba Mboma destinées à accompagner le mort ou les têtes de céramique Yorubas à double visage posées sur le corps du défunt.

Cette différenciation dans les productions peut cependant varier dans les diverses cultures africaines. Une potière qui n’est plus en âge de procréer peut élaborer des pièces figuratives et non plus seulement des céramiques domestiques, comme si la ménopause l’assimilait désormais à l’homme.
La production de poteries, du fait de la quantité de combustible nécessaire à la cuisson des pièces, regroupe souvent plusieurs artisans au sein d’une association (tons). La production est donc rythmée par les nécessités techniques autant que par les règles sociales. À Kalabougou, important centre potier du Mali, l’activité des potières est basée sur un cycle hebdomadaire : les potières vont chercher l’argile le mardi et le mercredi, le jeudi et le vendredi servent à façonner les céramiques qui seront cuites le samedi et le dimanche pour être vendues le lundi au marché de Ségou.

## Caractères stylistiques
La première histoire de l’Afrique s’est écrite grâce à la terre cuite. Les témoignages les plus anciens de la vie des populations africaines sont des objets céramiques. La terre cuite, du fait de sa faible valeur, a rarement été réemployée alors que les métaux ont été transformés et refondus tandis que le bois était la proie des termites. C’est donc en terre qu’ont été modelées les plus anciennes figures retrouvées.
En fonction de l’usage projeté, les poteries présentent des finitions et des décors spécifiques :
- poteries d’usage courant : plats, marmites, cruches, jarres. Elles sont peu décorées, une finition par un engobe et une cuisson réductrice sur un lit de matière végétale leur donne une texture plus fermée et une teinte sombre. Le canari, petite jarre de forme sphérique, est la forme de récipient la plus répandue;
- poteries à décors scarifiés : leur surface incisée de motifs géométriques rappelle les scarifications rituelles des visages ou des corps. Les motifs répétitifs peuvent être créés avec une lame aiguisée, un rayon de roue de bicyclette ou bien en roulant sur le pourtour de la poterie un bâton habillé d’un tissage de vannerie ou une tresse à trois herbes. D’autres objets produisent ces motifs répétitifs : ressorts, molettes de terre cuite. Ces céramiques sont presque toujours peintes à l’aide d’engobes colorés avant cuisson.
Les greniers de ferme, véritables poteries architecturales de la région de Natona (Burkina Faso), sont des jarres de grande taille fabriquées par des spécialistes. Ils sont scellés en batterie dans la paroi de la maison de la femme et détruits à son décès. On les utilise pour la conservation des aliments et des céréales mais aussi parfois pour le rangement des vêtements[8]
- poteries figuratives : elles associent un récipient fermé de forme sphérique et un couronnement sculpté. Les motifs font appel à un registre zoomorphe : batraciens, félins, bovidés (ethnie Tikar, Cameroun) ou anthropomorphe : personnages à deux têtes ou visages surmontés d’une coiffe tubulaire (pays Mangbetu, République démocratique du Congo)[5] ;
- figurines et statuettes : très répandues dans la civilisation nok du Nigéria[6], ces pièces, anthropomorphes ou zoomorphes, peuvent atteindre 1,20 m de haut. Leur paroi d’épaisseur constante assurait une cuisson homogène et démontre l’expertise technique atteinte par les potiers nok. Comme dans la majorité des représentations africaines, la tête est surdimensionnée par rapport au reste du corps et atteint couramment le tiers ou le quart de la hauteur de la statuette. Les caractères stylistiques des représentations nok s’apparentent aux figures égyptiennes. Les migrations transsahariennes pourraient en avoir favorisé la diffusion. L’absence de la fonction de récipient permet de distinguer les poteries funéraires ou rituelles des poteries figuratives.

Des créateurs contemporains continuent de faire vivre cet art, comme Zizipho Poswa, associant la culture xhosa à l'art contemporain, avec une audience internationale,.

## Ethnies et lieux de production

### Afrique de l’Ouest (en vert sur la carte)
Bénin -  Burkina Faso (Songhay) -  Côte d'Ivoire -  Gambie -  Ghana -  Guinée -  Guinée-Bissau -  Cap-Vert -  Liberia -  Mali (Kalabougou, Mopti) -  Mauritanie -  Niger -  Nigeria (Mambila, Bamileke, Ife, Nok, Tikar, Mumuye, Yoruba) -  Sénégal -  Sierra Leone -  Togo
| Drapeau de la Côte d'Ivoire | Drapeau du Nigeria | Drapeau du Nigeria |

### Afrique centrale (en rose sur la carte)
Burundi - République centrafricaine -  Tchad (Sao) - République démocratique du Congo (Mangbetu, Kongo) - Zaïre - Rwanda -  Cameroun - Guinée équatoriale - Gabon - République du Congo (Teke)

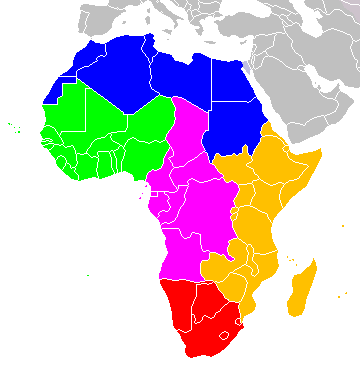
Régions d’Afrique

|  |  |

### Afrique de l’Est et Afrique australe (en orange et en rouge sur la carte)
- Pays de la corne de l’Afrique : Érythrée -  Éthiopie - Djibouti - Somalie.
- Pays des Grands Lacs africains faisant également partie du grand rift: Kenya - Ouganda -  Tanzanie.
- Afrique du Sud - Angola - Botswana - Lesotho - Malawi (Chewa) - Mozambique - Namibie - Swaziland - Zambie - Zimbabwe.

|  |